# Lissonota curtiventris
Lissonota curtiventris är en stekelart som beskrevs av Horstmann och Yu 1999. Lissonota curtiventris ingår i släktet Lissonota och familjen brokparasitsteklar. Inga underarter finns listade i Catalogue of Life.